# Каждан, Евгений Абрамович
Евгений Абрамович Каждан (9 января 1922, Николаев, УССР — 30 июля 1984, Москва, СССР) — советский график, иллюстратор, плакатист. Член Союза художников СССР (1965). Член Союза журналистов СССР (1971). Член бюро секции плаката МОСХ (1977). Заслуженный художник РСФСР (1977).

## Биография
Родился в Николаеве Украинской ССР. Учился в средней школе города Староконстантинове (1938). Служил в советской Армии (1939—1946), воевал на фронтах Великой Отечественной войны — Ленинградском, Западном, Белорусском (1941—1945). Прошёл путь от младшего командира артразведки до помощника начальника оперативного отдела штаба 5-го артиллерийского корпуса. Награждён орденами «Отечественной войны 1 степени», «Отечественной войны 2 степени», «Красной звезды» и медалями. Закончил службу в Порт-Артуре, демобилизован из армии в звание капитана (1946).
Работал художником-оформителем в товариществе «Мособлхудожник» (1947—1954). Член научно-художественного совета центрального научно-исследовательского санитарного просвещения министерства здравоохранения СССР (ЦНИИСП). Работал в комбинате графического искусства Московского Художественного фонда РСФСР (1967—1968), в мастерской наглядной агитации Художественного фонда РСФСР.
С 1960-х годов работал над политическими, концертными, цирковыми, санитарно-просветительскими и рекламными плакатами («Фруктовые приправы незаменимы к столу. Рекламно — издательская фабрика» 1957). В острой, обобщённой, минималистичной манере выполнил антивоенные и антиамериканские плакаты, иногда использовал фотомонтаж: «США. Преступника изобличает след!» (1966), «Я протестую!» (1969), «9 мая 1945» (1969), «Империализм XX век» (1970), «Свободу народу Чили!» (1977), «Взгляд на мир из-за океана» (1980), «Кровавый след американской военщины», «Конституция США» (оба 1982), «Голос планеты: НЕТ — ядерному безумию!», «Демократия США», «США. Права человека», «США: „свобода“ слова».
Много лет занимался журнальной графикой. Создавал агитационные плакаты на социальные темы, в том числе — антиалкогольные и плакаты, направленные на борьбу с курением: «Пили за здоровье…» (1964), «Хотите здорового ребёнка — не пейте!» (1964), «Не пей за рулём!» (1967), «Яд в папиросе!» (1968), «Ни капли вина — детям!» (1971), «Будешь третьим?» (1976).
Некоторые плакаты выполнил в соавторстве с художником С. Жмуренковым: «Гайка — не мелочь!», «Не отвлекайся за рулем!» (оба 1964).
С 1961 года Евгений Каждан участвовал во многих художественных выставках — всесоюзных, республиканских (РСФСР), городских (московских), международных, зарубежных.
Лауреат главных призов на конкурсах санитарно-просветительного плаката в Италии (1972), Португалии (1974). Неоднократный победитель всесоюзных конкурсов плаката. Награждён многими наградами и медалями: Серебряная медаль ВДНХ СССР (1961), Бронзовая медаль ВДНХ СССР (1967), Золотая и серебряная медаль Международного санитарно-просветительского плаката в Болонье (1968, 1972), Первая, Вторая премии на Всесоюзном конкурсе политического плаката (1973). Гран-при 2 Международного конкурса в Португалии (1976). Награждён золотой медалью на III Международной выставке «Сатира в борьбе за мир» за серию плакатов, посвящённых Чили (1977). Художнику присуждены вторая и третья премии на 4 Всесоюзном конкурсе Союза обществ Красного Креста и Красного Полумесяца СССР, третья премия Международного (советско-польского) конкурса «За вашу и нашу свободу» в Варшаве (1980), Золотая медаль ВДНХ СССР. Е. Каждан Награждён высшей наградой Советского комитета защиты мира — почётной медалью «Борцу за мир».
Скончался 30 июля 1984 года в Москве. Похоронен на Ваганьковском кладбище.
Плакаты Е. А. Каждана находятся в фондах Российской государственной библиотеки, РГАЛИ, Владимиро-Суздальского историко-архитектурного и художественного музея-заповедника, в частных российских и зарубежных коллекциях.